# Les tres Gràcies (Regnault)
Les tres Gràcies és una pintura a l'oli realitzada per Jean-Baptiste Regnault entre el 1793 i 1794, i que s'exposa al Museu del Louvre de París. Les tres Gràcies és un quadre del tot revelador del gust per l'Antiguitat amb què es va encapritxar el segle xviii francès. Regnault interpreta precisament en aquesta obra, no sense un cert domini, una escultura antiga a la qual retorna de passada els colors, l'encant i l'atractiu de l'ésser viu. Entre les representacions més cèlebres d'aquest grup es poden destacar les que van ferRafael, la Primavera de Botticelli, l'obra de Rubens, així com un grup esculpit d'Antonio Canova. Les tres Gràcies, filles de Zeus i Eurínome, simbolitzen la castedat, la bellesa i l'amor. Els artistes es van inspirar en un fresc de Pompeia i van retratar a les Gràcies nues i abraçades com a símbol de l'harmonia suprema que les uneix. Els seus noms són Eufròsine, Talia i Aglaia. Formaven part del festeig d'Apol·lo o de Venus; es representen amb una rosa, una branca de murta, una poma, un dau o qualsevol altre símbol de les arts liberals a la mà.